# مونيك جونز
مونيك جونز (بالإنجليزية: Monique Jones)‏ هي لاعبة كمال أجسام أمريكية، ولدت في 12 مارس 1979 في فورت نوكس في الولايات المتحدة.